# 小行星9010
小行星9010（9010 Candelo）是一颗围绕太阳公转的小行星。1984年4月19日，溫琴佐·扎帕拉在拉西拉天文台发现了此天体。

## 轨道参数
小行星9010的轨道半长轴为341 056 464 km，2.2797892 UA，离心率为0.111。
| 前一小行星： 小行星9009 | 小行星列表 | 後一小行星： 小行星9011 |